# HEC Alumni
HEC Alumni jest organizacją non-profit utworzoną w 1883 roku, zrzeszającą byłych studentów francuskiej szkoły biznesu École des Hautes Etudes Commerciales (HEC Paris).

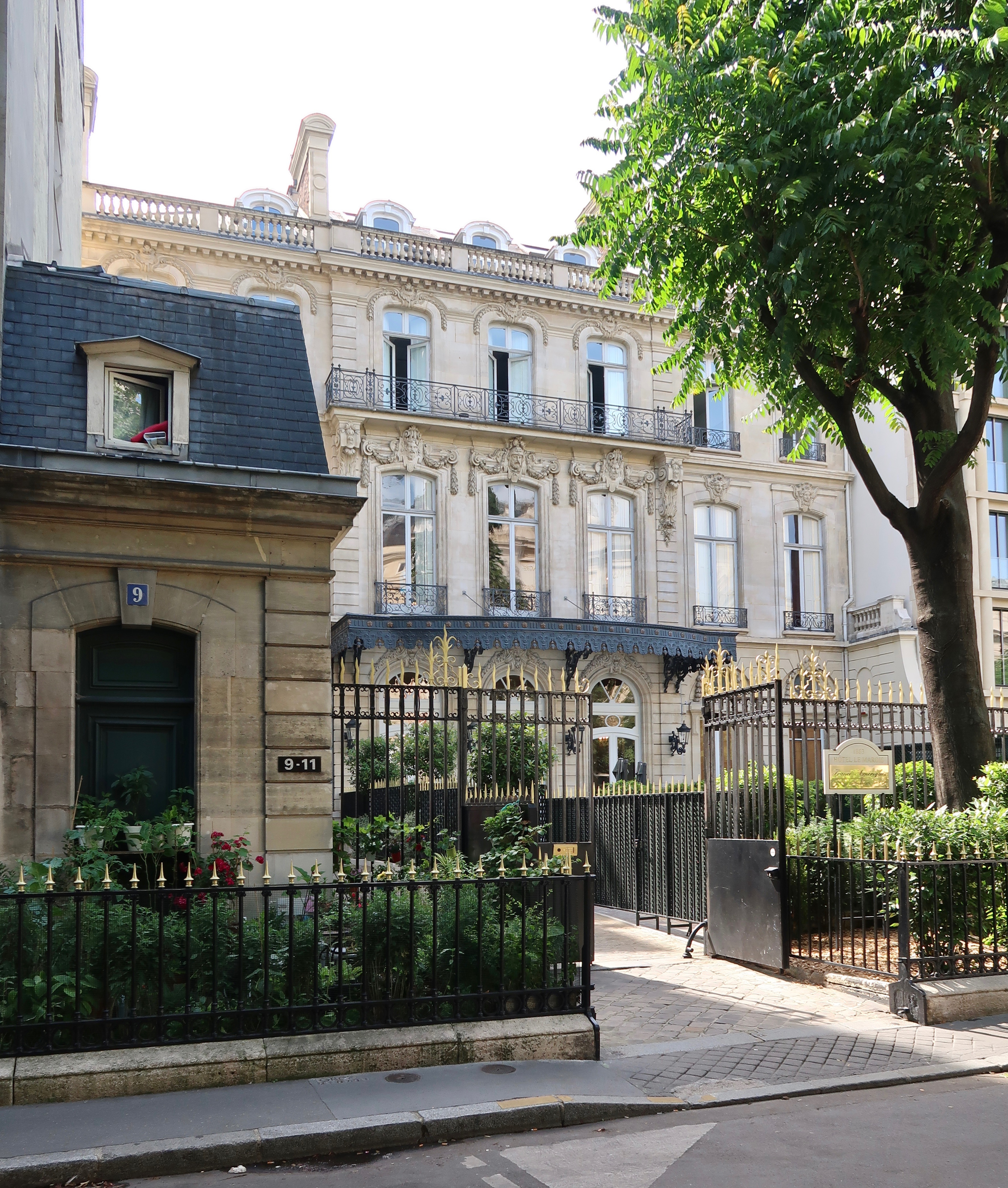
HEC Alumni

## Historia
Stowarzyszenie absolwentów zostało założone 20 czerwca 1883 r., 2 lata po założeniu szkoły w 1881 r. Początkowo nosiło nazwę Association des Anciens Elèves de l'École des Hautes Etudes Commerciales. Reguluje ją ustawa z 1 lipca 1901 r. i dekret z 16 sierpnia 1901 r.
11 stycznia 1900 roku uznano go za obiekt użyteczności publicznej.
Stowarzyszenie jest członkiem Conférence des Grandes écoles.

## Zamiar
Jej cele, określone w statucie, to:
- tworzenie i utrzymywanie przyjaznych relacji pomiędzy absolwentami podmiotów HEC Paris;
- przyjść z pomocą partnerom, którzy potrzebują pomocy;
- upowszechniać w społeczeństwie wiedzę techniczną z zakresu ekonomii, zarządzania i biznesu;
- przyczyniać się do rozwoju obecności i wpływów firm francuskich za granicą iw handlu międzynarodowym;
- wdrażać wszelkie środki w celu utrzymania wartości i zwiększenia rozgłosu we Francji i za granicą podmiotów HEC Paris i stopni nadawanych przez szkołę.

## Publikacje
Stowarzyszenie wydaje miesięcznik „HEC stories”.
Publikuje również coroczny katalog absolwentów.

## Członkowie
Stowarzyszenie współpracuje z WATs4U (World Alumni Talents for you) wraz z innymi wspaniałymi szkołami, takimi jak École polytechnique, CentraleSupélec, itp.

## Prezydenci
Emmanuel Chain był prezesem stowarzyszenia od 2015 do 2018 roku.

## Organizacja
Rada Dyrektorów składa się z 24 członków w 2022 roku, w tym 22 wybranych absolwentów, jeden przedstawiciel Szkoły i jeden przedstawiciel Fundacji HEC.